# Remus von Woyrsch
Martin Wilhelm Remus von Woyrsch (4 tháng 2 năm 1847 – 6 tháng 8 năm 1920) là một Thống chế của Phổ đã từng tham chiến trong các cuộc Chiến tranh Áo-Phổ, Chiến tranh Pháp-Đức và Chiến tranh thế giới thứ nhất. Ngoài ra, ông là một thành viên của Viện Quý tộc Phổ kế từ năm 1908 cho đến năm 1918, và là một Ehrenkommendator hay Chỉ huy Danh dự của Huân chương Thánh Johann.

## Gia đình
Remus von Woyrsch sinh ra tại điền trang Pilsnitz (Pilczyce, ngày nay là một phần thuộc Fabryczna) gần Breslau (Wrocław) ở tỉnh Schlesien của Phổ. Ông xuất thân trong một gia đình quý tộc nhỏ và cổ xưa, có nguồn gốc ban đầu từ vùng Nam Čechy rồi sau đó là từ Troppau (Opava) ở Silesia thuộc Morava vào khoảng năm 1500. Ông là con trai của Karl Wilhelm von Woyrsch và Cäcilie von Websky. Ông đã thành hôn với Thekla von Massow (1854 – 1943) người Đông Phổ, vào ngày 26 tháng 9 năm 1873 tại Potsdam, Brandenburg. Bà là con gái của viên kiểm lâm vương quốc Phổ Hermann von Massow.
Ông sinh trưởng tại Người cháu trai của ông là Udo von Woyrsch (1895 – 1983) là một Đội trưởng cấp cao (Obergruppenführer) SS và Chỉ huy SS và Cảnh sát.

## Sự nghiệp
Sau khi Woyrsch học xong trung học tại Breslau, ông đã được tuyển vào Trung đoàn Phóng lựu Cận vệ số 1 Potsdam vào ngày 5 tháng 4 năm 1866. Chỉ 8 tuần sau khi nhập ngũ, người thiếu niên Woyrsch phải tham gia cuộc Chiến tranh Áo-Phổ. Với tư cách là Ứng viên Hạ sĩ quan trong trung đoàn Cận vệ của mình, ông được ghi nhận là người đã cứu mạng cho Vương thân Anton von Hohenzollern, người đã bị thương nặng trên chiến trường Königgrätz. Trong khi ông đang săn sóc cho vương thân, cả hai đều bị quân Áo bắt giữ. Do vương thân đã dặn Woyrsch đừng kháng cự, một cuộc đổ máu vô nghĩa đã không xảy ra. Một bức tranh khắc bằng đồng ở Tượng đài Chiến thắng Berlin (Siegesäule) đã tái hiện lại biến cố này.
Tiếp theo đó, ông tham chiến trong cuộc Chiến tranh Pháp-Đức (1870 – 1871), và cũng giống như người đồng hương của mình là vị tư lệnh tập đoàn quân tương lai Friedrich von Scholtz, ông bị thương trong trận Gravelotte tàn khốc. Vì những cống hiến của mình trong cuộc chiến tranh, ông đã được trao tặng Huân chương Thập tự Sắt và lãnh chức chỉ huy một lữ đoàn trong Trung đoàn Phóng lựu Cận vệ số Potsdam. Trong thời gian hòa bình, ông đã hướng dẫn cho Vương tử Wilhelm, tức Hoàng đế Wilhelm II tương lai, về tác chiến. Vào năm 1901, Woyrsch được phong cấp tư lệnh sư đoàn. Sau khi trở thành tư lệnh cấp quân đoàn, ông giải ngũ vào năm 1911, nhưng vào tháng 8 năm 1914, ông được triệu hồi và nhậm chức Tư lệnh của Quân đoàn Dân binh. Trong cuộc Chiến tranh thế giới thứ nhất, ông nhanh chóng được phái đến hỗ trợ cho quân đội Áo-Hung chiến đấu ở Ba Lan bị chia cắt trên Mặt trận phía Đông. Ông kéo quân tới sông Wisla, và sau đó tăng viện cho cánh trái của tập đoàn quân Áo-Hung dưới quyền tướng Viktor Dankl von Krasnik. Trong trận đánh ba ngày với quân đội Đế quốc Nga, ông đã yểm trợ cuộc triệt thoái của quân Áo bằng Quân đoàn Dân binh (Landwehrkanal) của mình. Một tờ báo Sankt-Peterburg đã ghi nhận:
| “ | Chỉ có hoạt động của lực lượng dân binh nhỏ của Phổ trong trận chiến này đã ngăn cản sự sụp đổ hoàn toàn của quân đội Áo. | ” |

Về sau này, ông đã được đưa vào biên chế của Tập đoàn quân số 9 dưới sự chỉ huy của tướng Paul von Hindenburg. Vào tháng 7 năm 1915, Woyrsch đã tham gia trong trận đột phá Sienno gần Wongrowitz (Wągrowiec). Vào năm 1916, ông đóng một vai trò trong việc chặn đứng Chiến dịch tấn công Brusilov của Nga và thành công này đã góp phần khiến ông được thăng quân hàm Thống chế vào năm 1917.
Vào năm 1920, Woyrsch một lần nữa nghỉ hưu, ông về điền trang của mình tại lâu đài Pilsnitz gần Breslau. Sau khi ông từ trần vào ngày 6 tháng 8 năm 1920, nhà điêu khắc nổi tiếng người Schlesien Paul Ondrusch đã tạc một bức tượng gỗ Woyrsch để trang hoàng cho đại sảnh bên trong trụ sở thị trấn Leobschütz (Głubczyce). Bức tượng mô tả Woyrsch như một hiệp sĩ mặc binh giáp và một chiếc áo choàng, hai tay cầm chuôi của một thanh kiếm lớn chống xuống đất.

## Vinh danh
- Ehrenbürger (Công dân danh dự) của Breslau
- Ehrenbürger (Công dân danh dự) của Neisse
- Tiến sĩ danh dự Khoa Triết

## Phong tặng
- Huân chương Thập tự Sắt (1871)
- Huân chương Đại bàng Đen
- Huân chương Thánh Johann (Johanniterorden)
- Huân chương Quân công vào ngày 25 tháng 10 năm 1914, sau thắng lợi tại Galicia